# 이니셜 D 익스트림 스테이지
《이니셜D 익스트림 스테이지》(頭文字D エクストリーム ステージ)는 세가에서 플레이 스테이션3 전용으로 개발한 레이싱 게임이다.
PS3로 나온 이니셜D 익스트림 스테이지. 아케이드 스테이지 버전4를 기반으로 제작되었다. PS3의 온라인기능을 이용해 다른유저와 같이 넷플레이로 배틀을 펼칠수있으나 그것은 일판에만 해당하는 이야기가 되었다. 참고로 인스톨기능이 없어 로딩이 매우 길다.

## 코스
- 아키나 호수

타케우치 이츠키 (AE85) / 아키나 스피드 스타즈
Lv.★ / 반시계방향 / 낮 / 맑음
후지와라 타쿠미 (AE85)
Lv.★★ / 시계방향 / 낮 / 맑음
도쿄에서 온 두사람 (S15)
Lv.★★★ / 반시계방향 / 밤 / 맑음
- 묘우기

켄지 (RPS13) / 아키나 스피드 스타즈
Lv.★★ / 힐클라임 / 낮 / 맑음
쇼우지 싱고 (EG6) / 묘우기 나이트 키즈
Lv.★★★ / 다운힐 / 낮 / 맑음
사토 마코 & 사유키 (RPS13) / 우스이 임팩트 블루 (리더)
Lv.★★★★ / 다운힐 / 밤 / 맑음
나카자토 타케시 (BNR32) / 묘우기 나이트 키즈 (리더)
Lv.★★★★★ / 힐클라임 / 밤 / 맑음
- 아카기

나카무라 켄타 (S14) / 아카기 레드선즈
Lv.★★★ / 다운힐 / 낮 / 비
스도 쿄이치 (CE9A) / 이로하자카 엠페러 (리더)
Lv.★★★★ / 힐클라임 / 낮 / 맑음
타카하시 케이스케 (FD3S) / 아카기 레드선즈
Lv.★★★★★ / 힐클라임 / 밤 / 맑음
타카하시 료스케 (FC3S) / 아카기 레드선즈 (리더)
Lv.★★★★★★ / 다운힐 / 밤 / 맑음
- 아키나

이케타니 코이치로 (S13) / 아키나 스피드 스타즈 (리더)
Lv.★★★ / 다운힐 / 낮 / 맑음
이와세 쿄코 (FD3S)
Lv.★★★★ / 힐클라임 / 낮 / 맑음
아키야마 와타루 (AE86)
Lv.★★★★★ / 힐클라임 / 밤 / 맑음
타카하시 료스케 (FC3S) / 아카기 레드선즈 (리더)
Lv.★★★★★★★ / 다운힐 / 밤 / 비
후지와라 타쿠미 (AE86)
Lv.★★★★★★★★ / 다운힐 / 밤 / 맑음
후지와라 분타 (GC8) / 후지와라 두부점 - 타쿠미(프로젝트D)를 이기면 등장
Lv.★★★★★★★★★★ / 다운힐 / 밤 / 맑음
- 이로하자카

이와키 세이지 (CN9A) / 이로하자카 엠페러
Lv.★★★★★ / 다운힐 / 낮 / 맑음
스도 쿄이치 (CE9A) / 이로하자카 엠페러 (리더)
Lv.★★★★★★ / 다운힐 / 밤 / 맑음
코가시와 카이 (SW20)
Lv.★★★★★★★ / 다운힐 / 밤 / 맑음
- 츠쿠바

니노미야 다이키 (EK9) / 토우도 스쿨
Lv.★★★★★★ / 왕로 / 낮 / 맑음
스마일리 사카이 (DC2) / 토우도 스쿨
Lv.★★★★★★★ / 복로 / 낮 / 비
죠시마 토시야 (AP1) / 퍼플 섀도우
Lv.★★★★★★★★ / 왕로 / 밤 / 맑음
호시노 코조 (BNR34) / 퍼플 섀도우
Lv.★★★★★★★★ / 복로 / 밤 / 맑음
타카하시 케이스케 (FD3S) / 프로젝트 D - 분타와 타쿠미(프로젝트D)를 제외한 모든 라이벌을 이기면 등장
Lv.★★★★★★★★★ / 복로 / 밤 / 맑음
후지와라 타쿠미 (AE86) / 프로젝트 D - 케이스케(프로젝트D)를 이기면 등장
Lv.★★★★★★★★★★ / 왕로 / 밤 / 맑음
- 하포하가라

니노미야 다이키 (EK9) / 토우도 스쿨
Lv.★★★★★★★★ / 왕로 / 낮 / 맑음
스마일리 사카이 (DC2) / 토우도 스쿨
Lv.★★★★★★★★ / 복로 / 낮 / 비
호시노 코조 (BNR34) / 퍼플 섀도우
Lv.★★★★★★★★★ / 왕로 / 밤 / 맑음
타치 토모유키 (EK9) / 토우도 스쿨 OB - 분타, 프로젝트D 더블 에이스를 제외한 모든 라이벌을 이기면 등장
Lv.★★★★★★★★★★ / 복로 / 밤 / 맑음

## 차량
도요타
- Sprinter Trueno GT-Apex (AE86)-후지와라 타쿠미(아키나,츠쿠바)
- Corrolla Levin GT-Apex (AE86)-아키야마 와타루(아키나)
- Corrolla Levin SR ( AE85)-타케우치 이츠키(아키나 호수)
- MR2 G-Limited ( SW20)-코가시와 카이(이로하자카)
- Altezza ( XE10)*

닛산
- Skyline GT-R VSpec II ( BNR32)-나카자토 타케시(묘우기)
- Skyline GT-R VSpec II Nür ( BNR34)-호시노 코조(츠쿠바,하포하가라)
- Silvia Spec-R ( S15)-동경에서 온 2인(참고로 자신이 가지고 있는 차에 따라 대사가 달라진다)(아키나 호수)
- Silvia Q's ( S14)-나카무라 켄타(아카기)
- Silvia K's ( S13)-이케다니 코우이치로(아키나)
- 180SX Type II ( RPS13)-켄지(묘우기)

마쯔다
- RX-7 Type R (FD3S)-다카하시 케이스케(아카기,츠쿠바),이와세 쿄우쿄(아키나)
- Savanna RX-7 ∞ III (FC3S)-다카하시 료스케(아카기,아키나)
- RX-8 (SE3P)*
- Miata MX-5 (NA6E)*

미쓰비시
- Lancer GSR Evolution III (CE9A)-스도 쿄이치(아카기, 이로하자카)
- Lancer RS Evolution IV (CN9A)-이와키 세이지(이로하자카)
- Lancer Evolution IX GSR (CT9A)

혼다
- Civic SiR-II (EG6)-쇼지 싱고(묘우기)
- Civic Type R (EK9)-니노미야 다이키(츠쿠바,하포하가라),타치 토모유키(하포하가라)
- Integra Type R (DC2)-스마일리 사카이(츠쿠바,하포하가라)
- S2000 (AP1)-죠시마 토시야(츠쿠바)

스바루
- Impreza Type R STI Version V (GC8)-후지와라 분타(아키나)
- Impreza WRX STI (GDBF)

스즈키
- Cappuccino (EA11R)

이니셜 D
- Sileighty-마코&사유키(묘우기)

별표(*)표시가 되어 있는 차량은 플레이 스테이션 스토어에서 구매해야한다.